# Canton de Cherbourg
Le canton de Cherbourg est une ancienne circonscription administrative de la Manche.

## Historique

### Conseillers généraux de l'ancien canton de Cherbourg (de 1833 à 1973)
| Période | Période          | Identité                       | Étiquette                | Qualité |
| ------- | ---------------- | ------------------------------ | ------------------------ | --- |
| 1833    | 1837 (décès)     | François Avoyne de Chantereine |                          | Négociant, président du tribunal de commerce de Cherbourg                                                                                           |
| 1837    | 1839             | Paul Honoré Javain             |                          | Militaire, maire de Cherbourg (1830-1833), conseiller d'arrondissement                                                                              |
| 1839    | 1846             | Nicolas Noël-Agnès             |                          | Député, maire de Cherbourg (1833-1845), ancien conseiller d'arrondissement, puis sous-préfet                                                        |
| 1846    | 1848             | Justin Asselin                 |                          | Président du tribunal civil de Cherbourg |
| 1848    | 1852             | Joseph de Gasté                | Républicain              | Ingénieur de la Marine, député du Finistère (1876-1881, 1889-1893)                                                                                  |
| 1852    | 1864             | Joseph Ludé                    | Proche des Bonapartistes | Propriétaire, maire de Cherbourg (1850-1865) |
| 1864    | 1876 (démission) | Joseph de Gasté                | Républicain              | Ancien ingénieur de la Marine, député du Finistère (1876-1881, 1889-1893)                                                                           |
| 1876    | 1886 (décès)     | François La Vieille            | Républicain              | Commissaire-adjoint de la Marine, conseiller d'arrondissement, député (1877-1885)                                                                   |
| 1886    | 1892             | Charles Moll                   | Républicain              | Directeur de l'arsenal de Cherbourg, maire de Cherbourg (1887-1892)                                                                                 |
| 1892    | 1900 (décès)     | Emmanuel Liais                 | Républicain              | Scientifique, maire de Cherbourg, propriétaire à Hardinvast                                                                                         |
| 1900    | 1904             | Adrien Liais                   | Rad.                     | Magistrat, député (1885-1889) |
| 1904    | 1919             | Eugène Bourgogne               | Radical                  | Médecin, conseiller municipal de Cherbourg |
| 1919    | 1928             | Francis Brière                 | Républicain              | Avocat et avoué à Cherbourg |
| 1928    | 1940             | Maurice Cabart-Danneville      | RG                       | Médecin, conseiller municipal de Cherbourg, sénateur (1930-1941)                                                                                    |
|         |                  |                                |                          | |
| 1945    | 1951             | André Picquenot                | DVD                      | Journaliste, adjoint au maire de Cherbourg |
| 1951    | 1958             | Jean Brard                     | CNIP                     | Garagiste, conseiller municipal de Cherbourg, député (1956-1958)                                                                                    |
| 1958    | 1964             | René Schmitt                   | SFIO                     | Professeur, député (1945-1962), maire de Cherbourg (1944-1947 et 1954-1959), sous-secrétaire d'État (1946-1947), ancien conseiller d'arrondissement |
| 1964    | 1970             | Jacques Hébert                 | UDR puis SE              | Médecin du travail, député (1962-1973), maire de Cherbourg (1959-1977)                                                                              |
| 1970    | 1973             | Charles Dumoncel               | CDP                      | Ingénieur des Travaux publics de l'État, adjoint au maire de Cherbourg, élu en 1973 dans le canton de Cherbourg-Nord-Ouest                          |

### Conseillers d'arrondissement (de 1833 à 1940)
Le canton de Cherbourg avait deux conseillers d'arrondissement.
| Période                                  | Période      | Identité                       | Étiquette   | Qualité |
| ---------------------------------------- | ------------ | ------------------------------ | ----------- | --- |
| 1833                                     | 1837         | Paul Honoré Javain (1770-1841) |             | Colonel du Génie retraité à Cherbourg, maire de 1830 à 1833                                                 |
| 1833                                     | 1836         | Nicolas Noël-Agnès             |             | Négociant, maire de Cherbourg                                                                               |
|                                          |              |                                |             | |
| 1871                                     | 1876         | François La Vieille            | Républicain | Commissaire de marine à Cherbourg                                                                           |
| 1871                                     |              | Camille Quoniam                |             | Juge honoraire                                                                                              |
|                                          |              |                                |             | |
| 1907                                     |              | Jean Féron                     | Rad.        | Maire de Gatteville                                                                                         |
| 1907                                     | 1909 (décès) | Alfred Lohen (1851-1909)       | Rad.        | Entrepreneur, premier adjoint au maire de Cherbourg                                                         |
| 5 déc. 1909                              | 1919         | Charles Delagarde (1875-1954)  | Rad.        | Avocat, premier adjoint au maire de Cherbourg, maire de 1911 à 10+912                                       |
| 1919                                     | 19..         | Raymond Dorey                  | Rad.        | Négociant, président des Anciens combattants, Cherbourg                                                     |
| 1919                                     | 1925         | Émile Vitart                   | Républicain | Colonel retraité à Cherbourg                                                                                |
| 1925                                     | 1931         | Georges Truffert               | Rad.        | Commis principal de la Marine à Cherbourg                                                                   |
| 19..                                     | 1931         | Fernand Petit                  | URD-RG      | Publiciste, adjoint au maire de Cherbourg                                                                   |
| 1931                                     | 1934         | Maurice Ténier                 | PRS         | Avocat au barreau, conseiller municipal de Cherbourg                                                        |
| 1931                                     | 1940         | Pierre Guéroult                | SFIO        | Professeur de cours complémentaire à Cherbourg                                                              |
| 1934                                     | 1937         | Léon Vaur                      | PDP         | Quincaillier, conseiller municipal de Cherbourg, député (1936-1942)                                         |
| 1937                                     | 1940         | René Schmitt                   | SFIO        | Professeur d'allemand à Cherbourg                                                                           |
| 1940                                     |              |                                |             | Les conseils d'arrondissement ont été suspendus par la loi du 12 octobre 1940 et n'ont jamais été réactivés |
| Les données manquantes sont à compléter. |              |                                |             | |